# 約翰尼·B·古德
（参考译名约翰尼·B·古德）是一首1958年的摇滚（rock and roll）歌曲，最初由查克·贝里创作和表演。这首歌当时在黑人和白人听众群中都很流行，在《公告牌》的“节奏布鲁斯／嘻哈音乐排行榜”上最高达到第二位，在“公告牌百强单曲榜”上排名第八位。
该曲是贝里最著名的歌曲之一，被许多音乐人翻唱，并收获了一系列的荣誉和嘉奖。它也被认为是音乐史上辨识度最高的歌曲之一。

## 创作和录音
查克·贝里在1955年写出这首歌，内容是关于一个贫穷的乡村男孩，他“就像摇一只铃铛”那样弹奏吉他（"just like ringing a bell"），希望有一天能“成名”（"name in lights"）。贝里承认这首歌是半自传体的，歌词中本来称主人公为“黑人男孩”（"colored boy"），但他为了确保这首歌能在电台上播放而改成了“乡村男孩”（"country boy"）。歌曲标题是指这位吉他演奏者水平很好（good），也暗示了该曲自传体的性质，因为贝里出生在圣路易斯的古德大街（Goode Avenue）2520号。贝里最初在他的钢琴演奏者约翰尼·约翰逊身上得到灵感，但该曲最终成为了一首主要关于他自己的歌。尽管约翰尼·约翰逊在许多贝里的歌中弹奏钢琴，在这首歌中是拉法耶特·里克担任乐手。
的开场吉他反复乐节（guitar riff）和路易斯·乔丹1946年的歌曲Ain't That Just Like a Woman中的开场独奏一模一样，该独奏由吉他手卡尔·霍根弹奏。
贝里创作了另外四首包含约翰尼·B·古德这个角色的歌曲，、和。他还以此命名了一张专辑，名叫，和其中的一段长达19分钟的器乐乐曲。

## 影响
这首歌的贝里录音版被收录进旅行者探测卫星携带的旅行者金唱片中，代表摇滚乐（rock and roll），是该唱片上人类文化成就中的四首美国歌曲之一。
查克·贝里在1986年1月23日被引入摇滚名人堂时现场表演了和，伴奏者为布鲁斯·斯普林斯廷和E街乐队。名人堂也把这两首歌和贝里的另一首歌收录进他们的“500首塑造了摇滚乐的歌曲”名单。1999年，因其作为摇滚乐单曲的影响力被引入格莱美名人堂。

## 参与人员
- 查克·贝里－主唱、吉他[4]
- 拉法耶特·里克（英语：Lafayette Leake）－钢琴[4]
- 威利·迪克森（英语：Willie Dixon）－低音提琴[4]
- 弗雷德·贝洛（英语：Fred Below）－架子鼓[4]

## 脚注